# Szymon Walter
Szymon Walter (ur. 1926, zm. 27 czerwca 2013 w Łodzi) – polski architekt, urbanista, członek Oddziału Stowarzyszenie Architektów Polskich w Łodzi, projektant w biurze Miastoprojekt – Łódź. 

## Życiorys
Był autorem wielu projektów architektonicznych, a także urbanistycznych na terenie Łodzi. Odpowiedzialny m.in. za: osiedle Kurak (razem z Czesławem Kazimierskim i Januszem Pietrzyńskim), osiedle Zarzew, osiedle Chojny-Komorniki (razem z Jackiem Janiecem i Jerzym Samujłło), osiedle Wielkopolska B (razem z Tadeuszem Sumieniem), budynku mieszkalnego przy ul. Piotrowskiej 141.
W 1958 uzyskał III nagrodę (razem z Leszkiem Łukosiem) za opracowanie plastyczne gablot ulicznych dla miasta Łodzi. W tym samym roku uzyskał również nagrodę (razem z Ludwikiem Mackiewiczem) za opracowanie plastyczne zwienczenia kandelabrów na pl. Zwycięstwa w Łodzi.
W latach 1967-1969 pełnił funkcję wiceprezesa Zarządu Okręgu Łódź Stowarzyszenia Architektów Polskich.
Jego żoną była również architektka i urbanistka Danuta Aleksandra Walter.